# Тетранитроплатинат(II) натрия
Тетранитроплатинат(II) натрия — неорганическое соединение, 
комплексный нитрит металлов натрия и платины
с формулой Na2[Pt(NO2)4],
светло-жёлтые кристаллы,
растворяется в воде.

## Получение
- Платинат получают восстановлением гексахлороплатината(IV) водорода нитритом натрия:

{\displaystyle {\mathsf {H_{2}[PtCl_{6}]+5NaNO_{2}+H_{2}O\ {\xrightarrow {}}\ Na_{2}[Pt(NO_{2})_{4}]+NaNO_{3}+2NaCl+4HCl}}}

## Физические свойства
Тетранитроплатинат(II) натрия образует светло-жёлтые кристаллы.
Растворяется в воде.

## Химические свойства
- Образует комплексы с щавелевой кислотой:

{\displaystyle {\mathsf {Na_{2}[Pt(NO_{2})_{4}]+C_{2}O_{4}H_{2}\ {\xrightarrow {}}\ Na_{2}[Pt(NO_{2})_{2}(C_{2}O_{4})]+NO+NO_{2}+H_{2}O}}}

## Применение
- Используется в некоторых процессах выделения и очистки платины.